# John Smedley (développeur)
 (décembre 2014).
Si vous disposez d'ouvrages ou d'articles de référence ou si vous connaissez des sites web de qualité traitant du thème abordé ici, merci de compléter l'article en donnant les références utiles à sa vérifiabilité et en les liant à la section « Notes et références ».
Pour les articles homonymes, voir John Smedley et Smedley.
John Smedley, né le 27 août 1968, est un développeur de jeux et de jeux vidéo, principalement connu pour son implication dans Donjons et Dragons, ce qui lui inspira l'idée d'EverQuest.

## Biographie
Il est le fondateur de Knight Technologies et président de Sony Online Entertainment de 2006 à 2015 (présent dans l'entreprise depuis 2002).
Il a également développé des jeux comme Double Dragon (Atari Lynx), Dirty Larry Renegade Cop (Atari Lynx), Qix (Atari Lynx), Keys to Maramon (Amiga) et Kawasaki Caribbean Challenge (SNES).
Il fut directeur du développement pour 989 Studios, puis il créa Verant Interactive, devenu Sony Online Entertainment.
Le 2 février 2015, Sony vend SOE à la société d'investissement Columbus Nova, qui renomme l'entreprise Daybreak Game Company.
John Smedley préside Daybreak Game Company jusqu'au 22 juillet 2015, date à laquelle l'entreprise se sépare de lui.